# Burgstetten
Burgstetten – miejscowość i gmina w Niemczech, w kraju związkowym Badenia-Wirtembergia, w rejencji Stuttgart, w regionie Stuttgart, w powiecie Rems-Murr, wchodzi w skład wspólnoty administracyjnej Backnang. Leży nad rzeką Murr, ok. 12 km na północ od Waiblingen, przy linii kolejowej Ludwigsburg-Backnang.